# 威廉斯鎮區 (阿肯色州洛諾克縣)
威廉斯鎮區（英語：Williams Township）是位於美國阿肯色州洛諾克縣的一個行政鎮區。

## 地方資料
威廉斯鎮區的面積為45.78平方千米，當中陸地面積為44.94平方千米，而水域面積為0.84平方千米。根據2010年美國人口普查的數據，當地共有人口498人，而人口密度為每平方千米10.88人。